# أسلحة الواعظ
أسلحة الواعظ (بالإنجليزية: Machine Gun Preacher)‏ هو فيلم أكشن دراما أمريكي من إخراج مارك فورستر وبطولة جيرارد بتلر، ميشيل موناغان ومايكل شانون، صدر الفيلم في الولايات المتحدة في 23 سبتمبر 2011.

## روابط خارجية
- الموقع الرسمي
- أسلحة الواعظ على موقع IMDb (الإنجليزية)
- أسلحة الواعظ على موقع ميتاكريتيك (الإنجليزية)
- أسلحة الواعظ على موقع الموسوعة البريطانية (الإنجليزية)
- أسلحة الواعظ على موقع روتن توميتوز (الإنجليزية)
- أسلحة الواعظ على موقع نتفليكس (الإنجليزية)
- أسلحة الواعظ على موقع قاعدة بيانات الأفلام العربية
- أسلحة الواعظ على موقع ألو سيني (الفرنسية)
- أسلحة الواعظ على موقع أول موفي (الإنجليزية)
- أسلحة الواعظ على موقع بوكس أوفيس موجو (الإنجليزية)
- أسلحة الواعظ على موقع فيلمافينيتي (الإسبانية)

لم يتم العثور على روابط لمواقع التواصل الاجتماعي.